# Vazivo
Vazivo (vazivová tkáň) je druh pojivové tkáně. Tkáň je tvořena buňkami (fibrocyty a fibroblasty), fibrilami a velkým podílem mezibuněčné hmoty. Tato hmota je tvořena tekutinami a proteiny (hlavně kolagenem).
Má schopnost se napínat. Vazivo je možné v těle nalézt jako blanitá pouzdra orgánů a dále jako šlachy a vazy. U dospělého člověka vytváří výplně mezi orgány.

## Typy vaziva v lidském těle
- Mezenchymové vazivo – je základem pro další pojiva; v embryonálním stadiu;
- rosolovité vazivo – převládá amorfní složka; nachází se v pupečníku;
- řídké vazivo – převládá rosolovitá hmota, která tvoří obaly orgánů;
- tukové vazivo – slouží jako mechanická a tepelná izolace, obsahuje tukové buňky;
- tuhé vazivo – převládá vláknitá izolace; tvoří šlachy, vazy, kloubní pouzdra;
- lymfoidní vazivo – obsahuje bílé krvinky nahromaděné v síti buněk.